# Силвареш (Лозада)
Силвареш (порт. Silvares) — район (фрегезия) в Португалии, входит в округ Порту. Является составной частью муниципалитета Лозада. По старому административному делению входил в провинцию Дору-Литорал. Входит в экономико-статистический субрегион Тамега, который входит в Северный регион. Население составляет 2798 человек на 2001 год. Занимает площадь 5,75 км².